# Rüdiger Holschuh

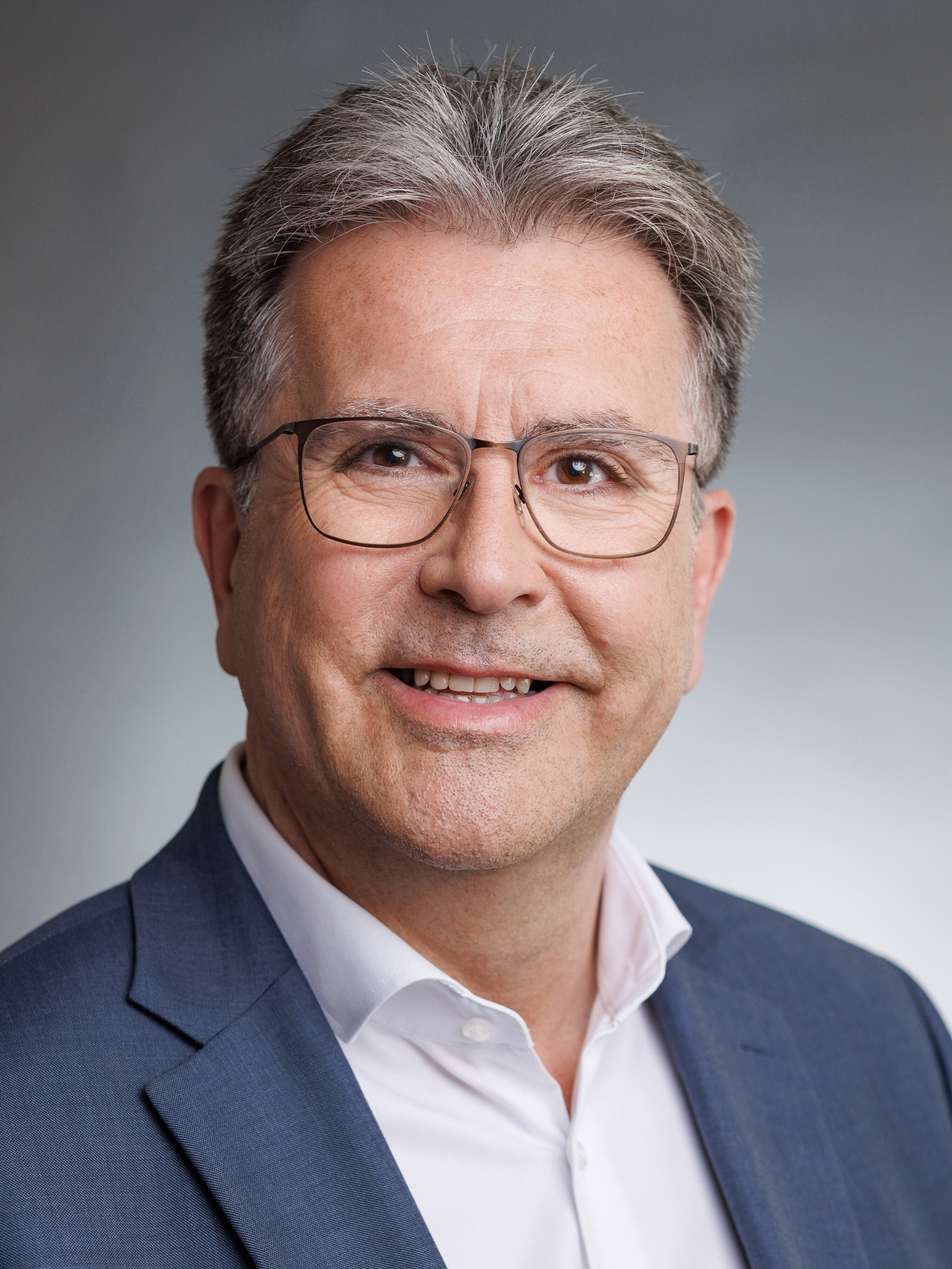
Rüdiger Holschuh (2022)

Rüdiger Holschuh (* 27. Juli 1967 in Eberbach) ist ein deutscher Verwaltungsfachwirt und Politiker (SPD). Seit 2021 ist er mit kurzer Unterbrechung 2024 wieder Abgeordneter des Hessischen Landtages, dessen Mitglied er bereits von 2014 bis 2019 war. Zudem ist er seit 2019 Vorsitzender des SPD-Unterbezirks Odenwald.

## Leben
Rüdiger Holschuh wuchs in Oberzent-Gammelsbach auf und besuchte dort die Schule. Nach der Abiturprüfung am Beruflichen Gymnasium Michelstadt und dem Wehrdienst trat er im Jahr 1989 in die Stadtverwaltung Beerfelden ein und war dort bis zu seiner Wahl in den Hessischen Landtag 2013 als Verwaltungsfachwirt tätig. Seit 2019 ist er Regionalmanager der Interessengemeinschaft Odenwald e.V. und leitet das Büro der Vertretung der SPD-Landtagsabgeordneten im Odenwald.

## Politik
Holschuh trat im Alter von 18 Jahren den Jungsozialisten bei, später der SPD. Dem Kreistag des Odenwaldkreises gehört er seit dem Jahr 1996 an, seit 2003 als dessen Vorsitzender. Seit November 2021 ist er Vizepräsident des Hessischen Landkreistages.
Bei der Landtagswahl in Hessen 2013 trat er im Wahlkreis Odenwald an. Hier unterlag er gegen die CDU-Kandidatin Judith Lannert, konnte jedoch über einen SPD-Listenplatz in den Landtag einziehen.
Bei der Landtagswahl in Hessen 2018 konnte er nach erheblichen Verlusten seiner Partei zunächst auch nicht mehr über die Landesliste in den hessischen Landtag einziehen. Das Wahlkreismandat konnte er knapp nicht erringen, CDU-Kandidatin Sandra Funken gewann mit einem Stimmvorsprung von 99 Stimmen. Am 9. Dezember 2021 rückte er für Nancy Faeser, die Bundesministerin des Inneren und für Heimat im Kabinett Scholz wurde, in den Landtag nach.
Bei der Landtagswahl in Hessen 2023 verlor er sein Mandat erneut. Er rückte jedoch am 1. April 2024 – wenige Monate nach Beginn der Legislaturperiode – für Heike Hofmann erneut in den Landtag nach.